# Theropsis
Theropsis es un género de cinodontos traversodontidos.